# Rogério Márcio Botelho
Rogério Márcio Botelho, meglio noto come Gaúcho (Assis Chateaubriand, 28 settembre 1979), è un ex calciatore brasiliano, di ruolo attaccante.

## Carriera
Prima di vestire la maglia dello Slovan, Gaúcho ha giocato nel Juventus, nel Maiorca (Spagna), nel Santos, nel Levski Sofia (Bulgaria), nel Kryl'ja Sovetov Samara (Russia), nell'Internacional, nell'União Barbarense, nel Sigma Olomouc e nello Slavia Praga (in Repubblica Ceca), e nel Senec (Slovacchia).
Nella stagione 2007-2008 ha preso parte, con lo Slavia Praga, alla UEFA Champions League.